# Fira de Santa Llúcia
La Fira de Santa Llúcia és una fira de productes d'artesania i elements típics de les festes de Nadal que se celebra des del 1786 a la plaça de la Catedral de Barcelona. Se celebra al voltant de la festivitat de Santa Llúcia, que és el 13 de desembre. Dues personalitats de la cultura catalana van deixar testimoni de la importància d'aquesta fira: l'aristòcrata Rafael Amat i de Cortada, conegut com el Baró de Maldà, i el folklorista Joan Amades.
Cada any, més de dues-centes parades omplen el pla de la Seu i l'avinguda de la Catedral, amb una àmplia varietat de productes. La fira s'hi instal·la a final de novembre o principi de desembre –sempre abans del dia 13, Santa Llúcia– i s'hi manté durant els dies de Nadal.
Les parades s'agrupen en quatre sectors principals. El de pessebres i figures ofereix complements del paisatge per al pessebre, coves, figures, espelmes i decoració nadalenca. A la secció de verd i vegetació, s'hi troben arbres naturals o artificials, molsa, tions, suro, branques d'eucaliptus i similars. Al sector d'artesania hi ha tota mena de productes artesanals i complements, com ara roba, joieria, objectes de decoració i regal i molts més. Finalment, el sector musical posa a disposició del visitant simbombes, panderetes i més instruments de la tradició nadalenca.
Mentre dura la Fira de Santa Llúcia es pot gaudir d'espectacles i d'activitats relacionats també amb els costums de Nadal, com ara cursets organitzats per l'Associació de Pessebristes de Barcelona, un tió gegant, la cercavila de la tradicional Carassa de Nadal, ballades d'esbarts i actuacions musicals.